# 호나이정
호나이정(保内町)은 에히메현 도요지방에 있던 정이다. 2005년 3월 구 야와타하마시와 합병에 의해 새로운 야와타하마시의 일부가 되었다. 사다곶 반도의 밑둥에 위치하여 감귤류 생산이 활발하고 식료품 제조업 등의 공업도 활발하다. 메이지 시대에 에히메현 내에서 가장 빨리 불이 켜지거나 금융기관(오늘의 은행)이 가장 빨리 생기는 등 이웃 하치만하마시와 함께 문명 개화기를 이끌었다.

## 지리
에히메 현의 서쪽으로 돌출한 사다미사키 반도의 쓰케네에 위치하고 동쪽은 야와타하마시, 북동쪽은 오슈시, 서쪽은 니시우 군 이카타정에 접하고 있다. 북쪽과 남쪽은 각각 세토 내해와 우와해에 접해 있다.
정역의 대부분은 산간지와 구릉지가 이어져 평지는 빈약하다.

## 역사
- 1955년 3월 31일 - 가와노이시정, 기스키촌, 미야우치촌, 이소쓰촌이 합병해 호나이정이 탄생하였다.
- 2005년 3월 28일 - 구 야와타하마시와 대등합병에 의해 소멸하였고, 신 : 야와타하마시의 일부가 되었다.

## 교통

### 도로
- 국도 197호선
- 국도 378호선